# Responsabile del servizio per la tenuta del protocollo informatico, della gestione dei flussi documentali e degli archivi
Il Responsabile del servizio per la tenuta del protocollo informatico, della gestione dei flussi documentali e degli archivi, altresì detto responsabile della gestione documentale, è un soggetto in Italia che ha la responsabilità di gestire tutte le fasi del flusso, dell'accesso e della conservazione dei documenti, anche informatici.
È ruolo e figura professionale distinta dal responsabile amministrativo, in analogia con quanto avviene in altri Stati del mondo con la figura del records manager.

## Storia
È stato istituito nell'ordinamento italiano con decreto del Presidente della Repubblica 28 dicembre 2000, n. 445 rendendolo obbligatorio per tutte le pubbliche amministrazioni italiane, a cui è affidata la gestione dei procedimenti amministrativi. Oggi la figura è disciplinata dal codice dell'amministrazione digitale.

## Caratteristiche
Sulla base di questo decreto, per ogni area organizzativa omogenea deve essere individuato il responsabile, con particolari caratteristiche e funzioni.
"Al servizio è preposto un dirigente ovvero un funzionario, comunque in possesso di idonei requisiti professionali o di professionalità tecnico archivistica" (art. 61 D.P.R. n. 445/2000).

## Funzioni
Le principali funzioni del responsabile del servizio per la tenuta del protocollo informatico, della gestione dei flussi documentali e degli archivi sono elencate nella legge di istituzione e si possono così riassumere anche in base alle esperienze di analoga figura all'estero:
- valutare la procedura amministrativa, redigere un manuale di gestione dei documenti e vigilare sulla sua applicazione;
- curare l'accesso ai documenti;
- regolare il flusso dei documenti;
- organizzare e curare la conservazione e la validazione dei documenti amministrativi;
- redigere, organizzare, curare la conservazione e la validazione dei documenti di fede pubblica connessi alle sue attività.